# Fajã da Caldeira de Santo Cristo

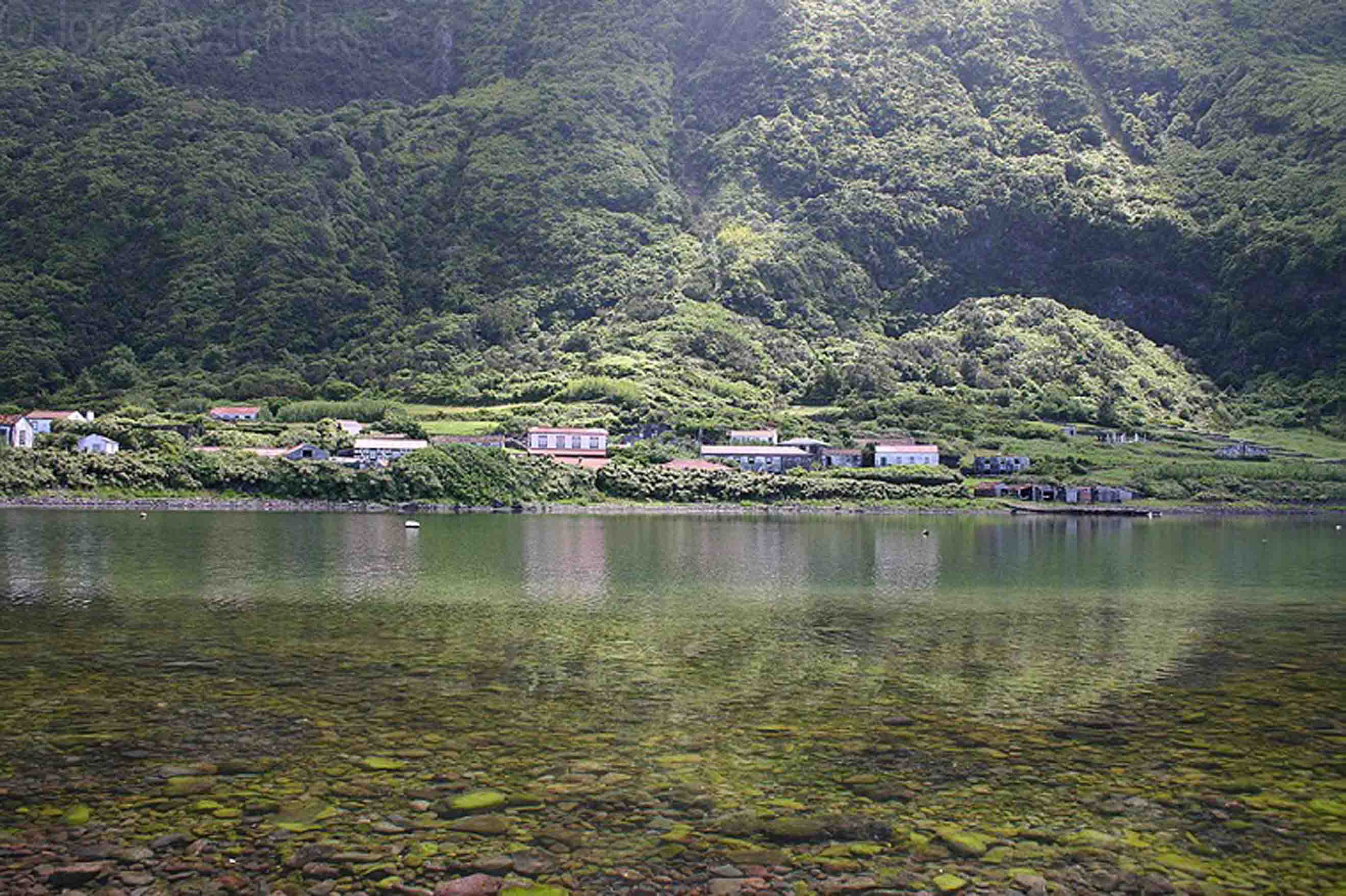
Lagoa da Fajã de Santo Cristo.

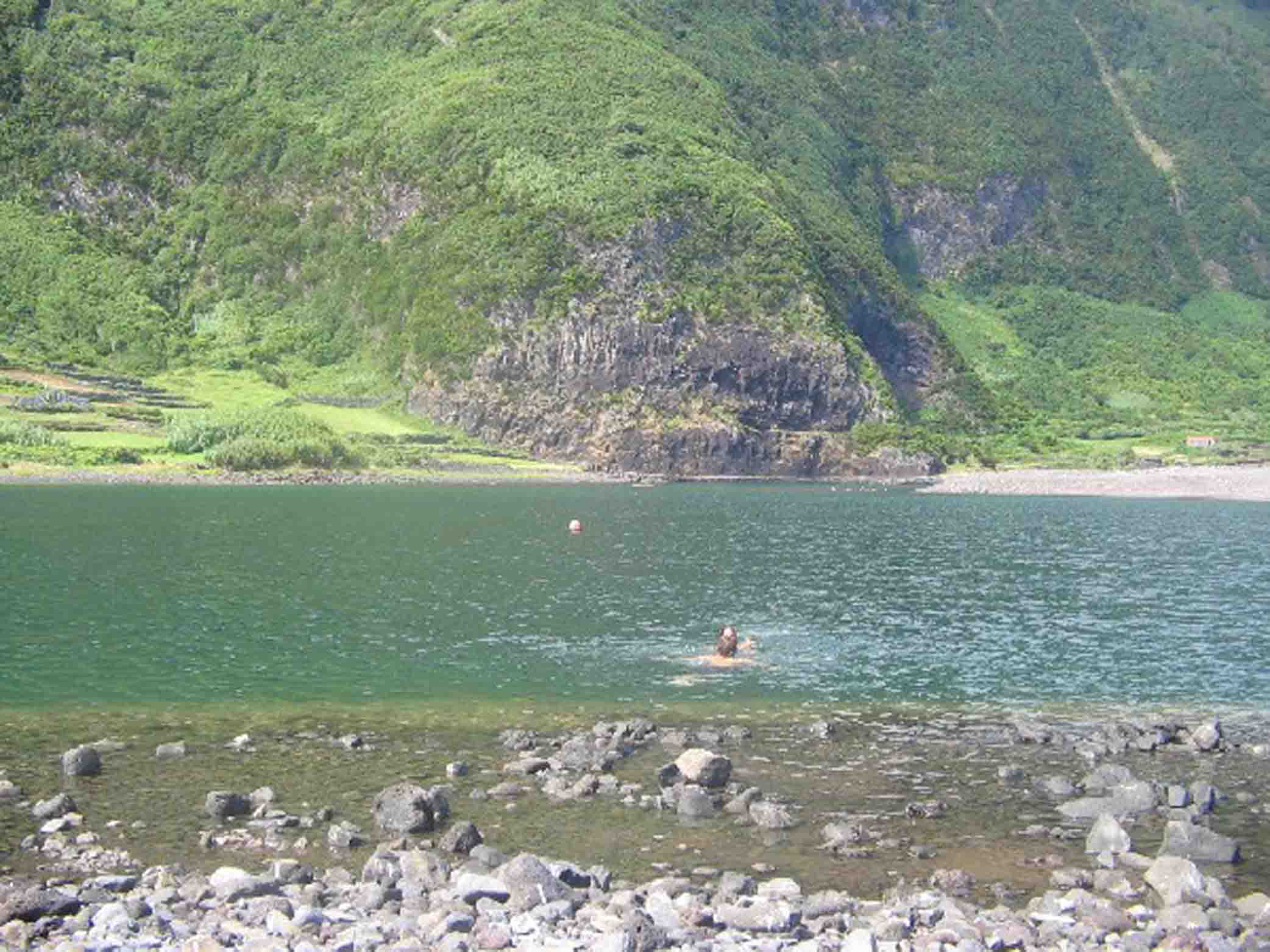
Vista da Lagoa da Fajã de Santo Cristo e das Escarpas.

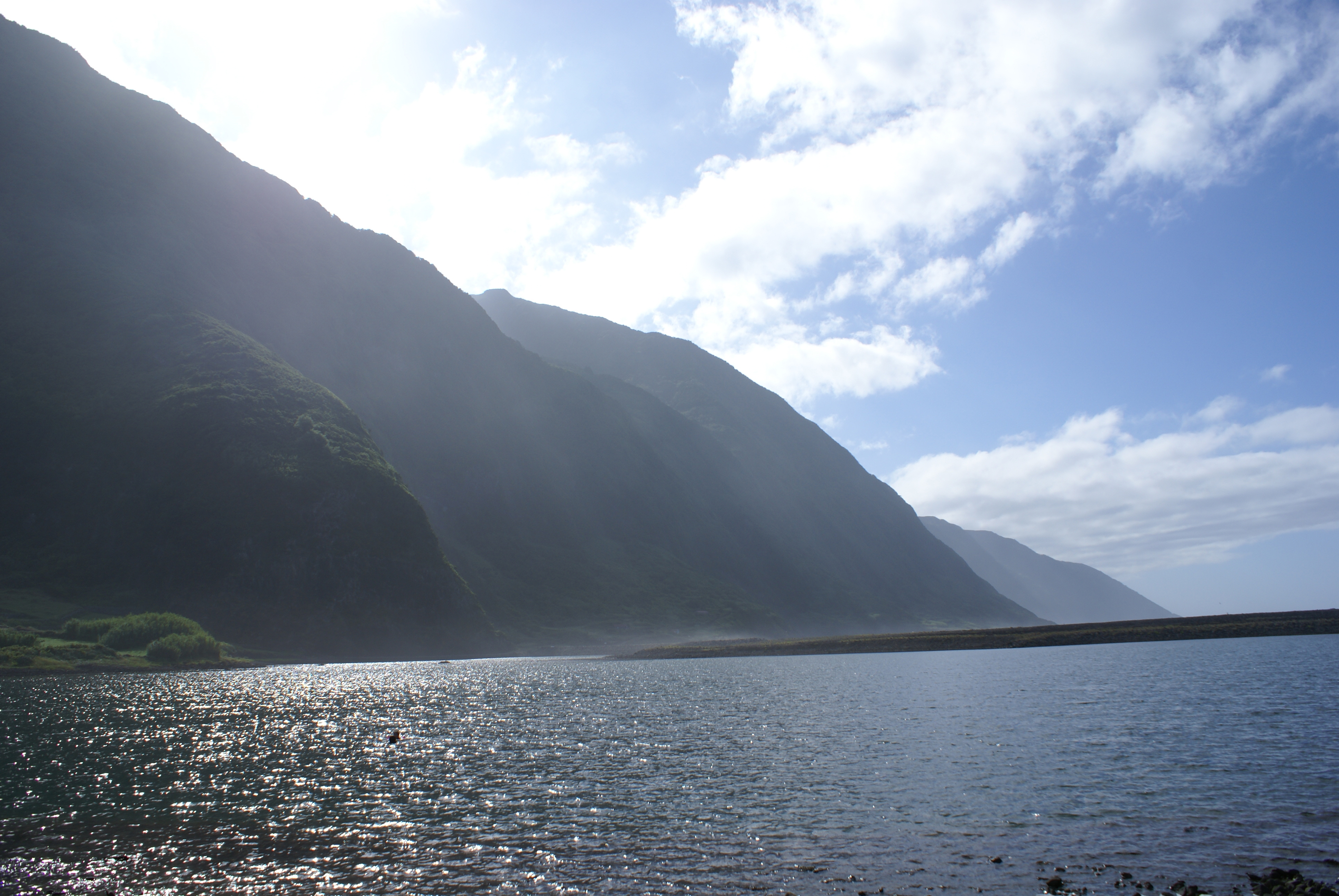
Vista da Lagoa da Fajã de Santo Cristo e das Falésias da Costa Norte

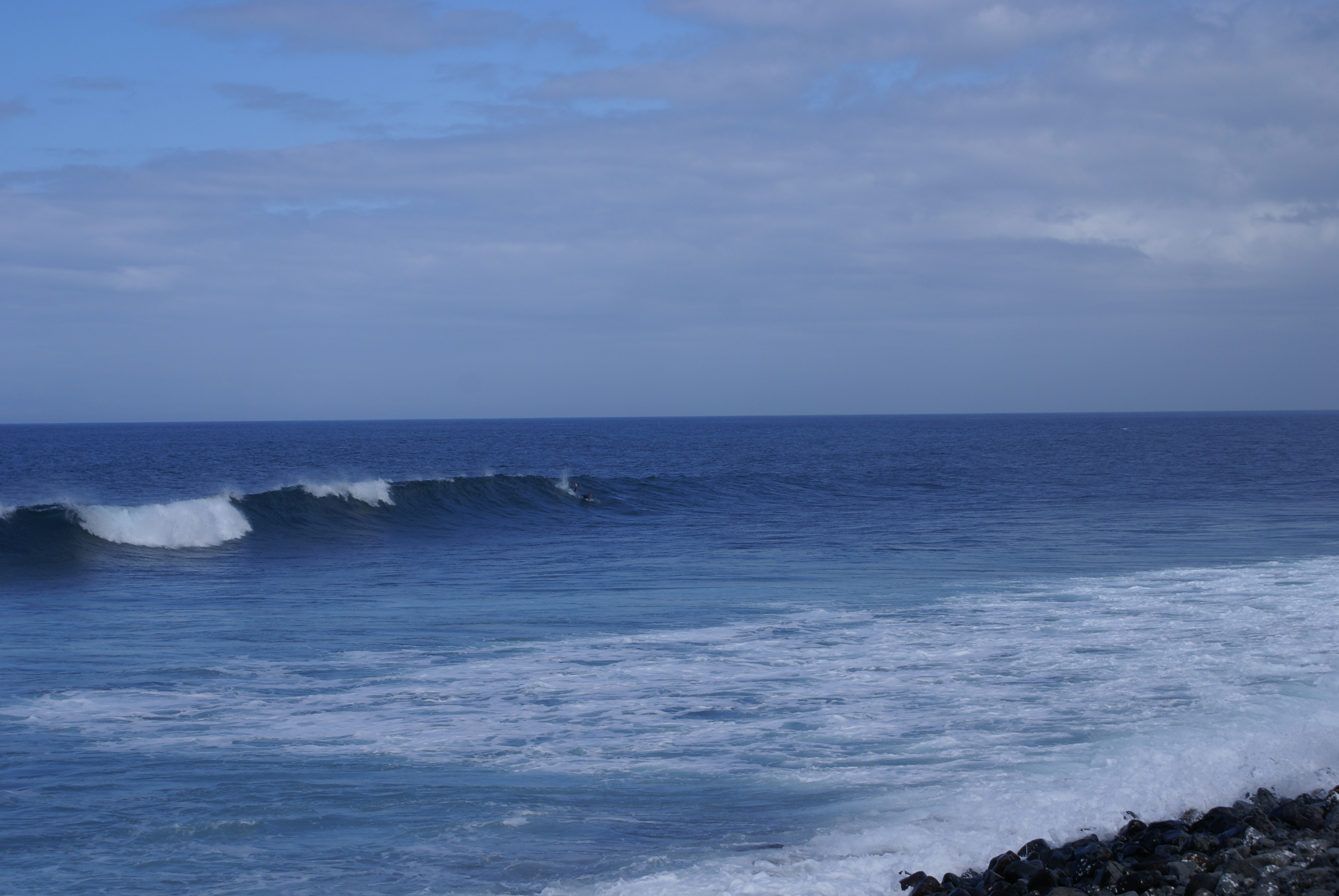
Surf na Fajã da Caldeira de Santo Cristo.

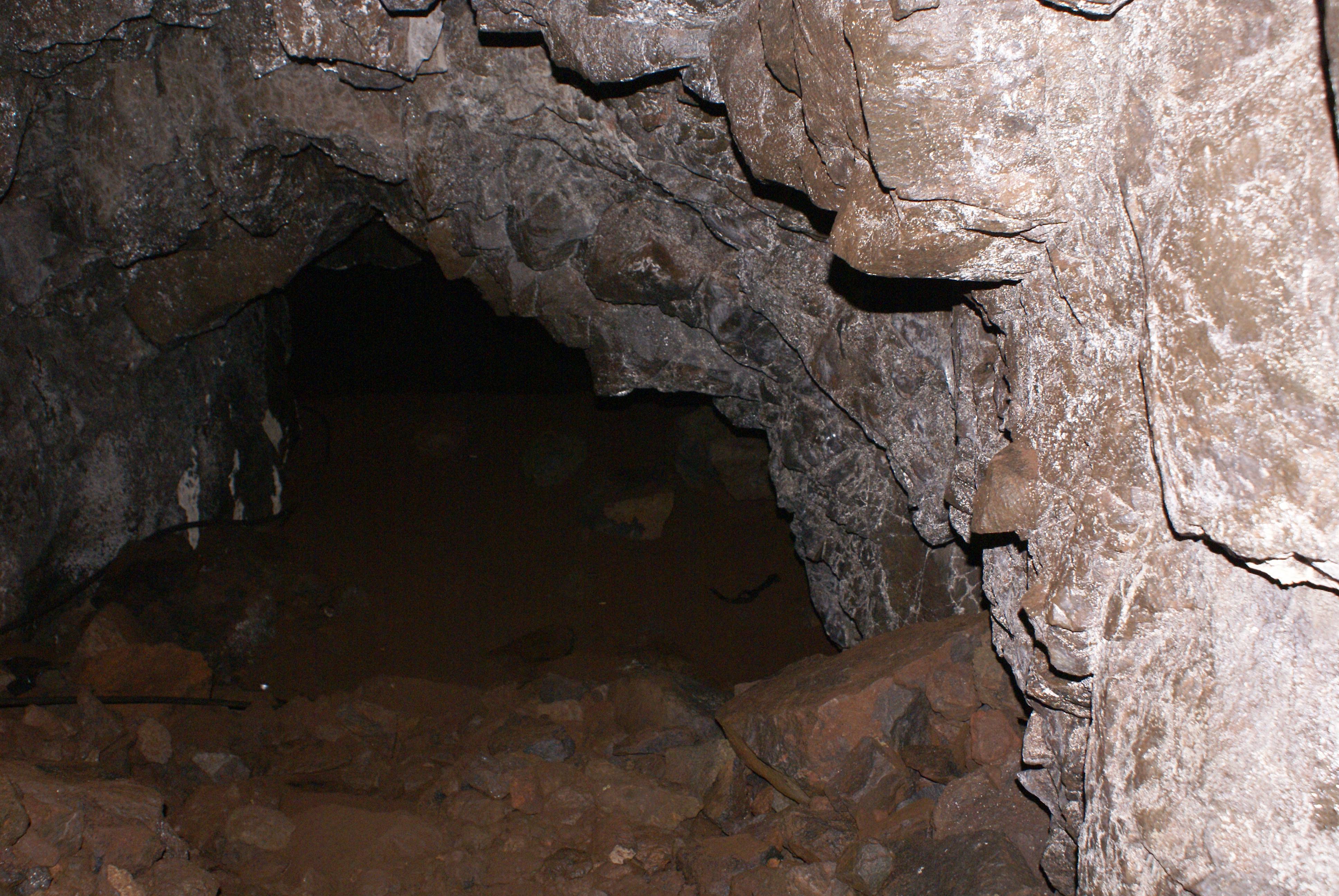
Furna do Poio.

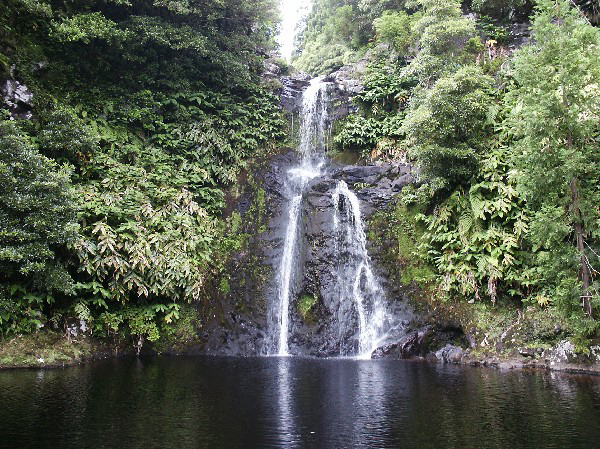
Caminho pedestre da Serra do Topo para a Fajã de Santo Cristo, lago da Cascata da Fajã de Santo Cristo.

A Fajã da Caldeira de Santo Cristo é uma fajã localizada na freguesia da Ribeira Seca, concelho da Calheta, ilha de São Jorge, arquipélago dos Açores.

## Descrição
Esta fajã, possivelmente uma das mais bonitas e sem dúvida a mais famosa fajã da ilha de São Jorge, fica entre a Fajã dos Tijolos e a fajã Redonda. Foi 1984 classificada como Reserva Natural, pelo Governo Regional dos Açores, especialmente por causa da existência de amêijoas na sua lagoa denominada Lagoa da Fajã de Santo Cristo.
Mais tarde foi classificada como sítio de importância internacional ao abrigo da Convenção de Ramsar (a Convenção sobre as Zonas Húmidas de Importância Internacional ou Convention on Wetlands of International Importance), relativa às Zonas Húmidas de Importância Internacional como Habitat de Aves Aquáticas, graças à sua lagoa.
A bela Igreja de Santo Cristo, desta fajã, cujo patrono é o Senhor Santo Cristo, foi benzida no dia 10 de Novembro de 1835. Desde essa altura que se transformou num local de culto onde vão devotos de toda a ilha. Vão para o pagamento de promessas e pedidos de graças.
A festa do Padroeiro da ermida é no primeiro Domingo de Setembro, com Missa, Procissão e arrematações. Os peregrinos, praticamente de toda a ilha, deslocam-se até aqui, tanto pelo caminho da Fajã dos Cubres, como pela vereda da Caldeira de Cima que começa a grande altitude, na Serra do Topo e que tem vistas de cortar a respiração.
Este caminho, que faz parte dos percursos pedestres da ilha de São Jorge sob a denominação de PRC 1 SJO Caldeira de Santo Cristo, além das vista de montanha que oferece permite ao caminhante, por volta de maia encosta, matar a sede e tomar banho numa nascente de águas cristalinas que dão forma a uma cascata a Cascata da Fajã de Santo Cristo que depois de formar uma piscina natural desce as escarpas saltitando montanha abaixo ao encontro do mar.
Os grupos de turistas costumam descer pela Caldeira de Cima, visitar a Fajã de Santo Cristo e caminhar até à Fajã dos Cubres por onde saem das fajãs. Este é, possivelmente o mais famoso circuito pedestre da ilha de São Jorge.
Corria o ano de 1891 esta fajã contava com 111 habitantes, chegando a ser criada uma escola primária que foi encerrada  quando a população diminuiu e deixou de haver alunos.
No dia 14 de Outubro de 1960 foi inaugurado um Posto Público de telefones e, mais tarde, uma rede eléctrica alimentada por um pequeno gerador. Também foi construído um cais no interior da lagoa para facilitar o varar dos barcos que até ali era feita até ai no calhau.
Com os temporais, sempre fortes nesta costa voltada a norte e o consequente mar bravo deu-se o entulhamento do canal que ligava a lagoa ao mar, este só há poucos anos é que foi restaurado. É uma lagoa de águas muito quentes e por isso frequentada por banhistas e veraneantes.
Os pescadores usam canas e anzóis e também vários tipos de redes, tanto no mar, como no interior da lagoa, sendo os peixes mais frequentemente apanhados o congro, a moreia, o sargo, a tainha e salema e o pargo.
As aves mais frequentes nesta fajã são: O pato, o garajau, o cagarro, o ganso, o pardal, a lambandeira, o melro, e o estorninho e dezenas de outras aves migratórias que passam pela lagoa a caminho do seu destino.
Existiam aqui antigamente seis poços de baixa-mar que agora já não são utilizados.
Há uma fonte na rocha dos Pereiras e outra, mais próxima das habitações, que fornece água de boa qualidade e fresca.
Dos fios de lenha que foram de grande utilidade para os moradores locais, só um está em uso.
Houve um moinho de vento que acabou por se desmoronar uma vez abandonado.
A bonita fajã tem boas pastagens onde antigamente eram mantidas vacas leiteiras, cujo leite era levado para o Posto da fajã Redonda. As culturas agrícolas mais importantes foram O milho, a vinha, o inhame, o tremoço e a couve.
O terramoto de 1980 causou desmoronamentos em ambos os acessos da fajã, destruiu a rede telefónica que contava com seis unidades, e isolou a Caldeira de Santo Cristo do resto do mundo.
Os habitantes tiveram de ser retirados por um helicóptero da Força Aérea Portuguesa. Muitos deles fixaram residência noutros pontos da ilha de São Jorge e outros emigraram.
Das cinquenta casas antigas, algumas foram restauradas, enquanto outras continuam abandonadas. Nos últimos anos têm sido construídas casas pertencentes a pessoas que cá vêm passar férias.
há poucos habitantes permanentes na fajã sendo um deles o guarda da Reserva Natural.
Esta fajá é um dos locais mais recônditos da ilha de São Jorge e graças à ondulação aqui existente e ao extraordinário envolvimento paisagístico, a Fajã de Santo Cristo é considerada um santuário do bodyboard e surf, sendo procurada por praticantes da modalidade vindos de todo o mundo.
Embora ainda pertencendo a esta fajã, mas já nos limites desta com a Fajã dos Tijolos existe a gruta denominada Furna do Poio e que se encontra carregada de estranhas histórias que se perdem por entre os mitos e as lendas.

## Algumas das espécies deavesobserváveis ao longo do ano
- Gaivina (Laridae)
- Freira-do-bugio (Pterodroma feae)
- Cagarra-de-cory (Calonectris diomedea) (65% da população mundial desta espécie reproduz-se nos Açores)
- Estapagado (Puffinus puffinus)
- Angelito (Oceanodroma castro)
- Rabo-de-palha-de-bico-vermelho (Phaethon aethereus)
- Marrequinha-comum (Anas crecca)
- Pato-real (Anas platyrhynchos)
- Codorniz (Coturnix coturnix)
- Galinha-d'água-comum (Gallinula chloropus)
- Borrelho-de-coleira-interrompida (Charadrius alexandrinus)
- Narceja (Gallinago gallinago)
- Galinhola (Scolopax rusticola)
- Gaivota-do-cáspio (Larus cachinnans)
- Garajau-comum (Sterna hirundo)
- Garajau-rosado (Sterna dougallii)
- Garajau-escuro (Sterna fuscata)
- Pombo-das-rochas (Columba livia)
- Pombo-torcaz-dos-açores (Columba palumbus azorica)
- Mocho-pequeno (Asio otus)
- Alvéola-cinzenta (Motacilla cinerea)
- Estorninho-malhado (Sturnus vulgaris)
- Toutinegra-de-barrete-preto (Sylvia atricapilla)
- Estrelinha-de-poupa (Regulus regulus)
- Pisco-de-peito-ruivo (Erithacus rubecula)
- Melro-preto (Turdus merula)
- Pardal-comum (Passer domesticus)
- Canário (Serinus canaria)
- Verdilhão (Carduelis chloris)
- Pintassilgo (Carduelis carduelis)

## Alguma da fauna marítima observável
- Solha (Bothus podas maderensis),
- Salmonete (Mullus surmuletus),
- Peixe-balão (Sphoeroides marmoratus),
- Garoupa (serranídeos),
- Bodião (labrídeos),
- Sargo (Dictyota dichotoma),
- Ouriço-do-mar-negro (Arbacia lixula),
- Ouriço-do-mar-roxo (Strongylocentrotus purpuratus),
- Lapa (Docoglossa),
- Peixe-porco (Balistes carolinensis),
- Caranguejo-eremita (Calcinus tubularis),
- Peixe-rei (Coris julis),
- Polvo (Octopus vulgaris),
- Estrela-do-mar (Ophidiaster ophidianus),
- Água-viva (Pelagia noctiluca),
- Caravela-portuguesa (Physalia physalis),
- Ratão (Taeniura grabata),
- Chicharro (Trachurus picturatus).
- Toninha-brava (Tursiops truncatus),
- Tartaruga-careta (Caretta caretta).
- Craca (Megabalanus azoricus).

## alguma da flora marítima dominante
- Alga vermelha (Asparagopsis armata).
- Alga Roxa (Bonnemaisonia hamifera).
- Anémona-do-mar (Alicia mirabilis),
- Anémona-do-mar (Actiniaria),
- Alga castanha (Dictyota dichotoma),
- Ascídia-flor (Distaplia corolla),
- Musgo (Pterocladiella capillacea),
- Erva-patinha-verde (Ulva intestinalis),
- Alface do mar (Ulva rigida)

## Galeria

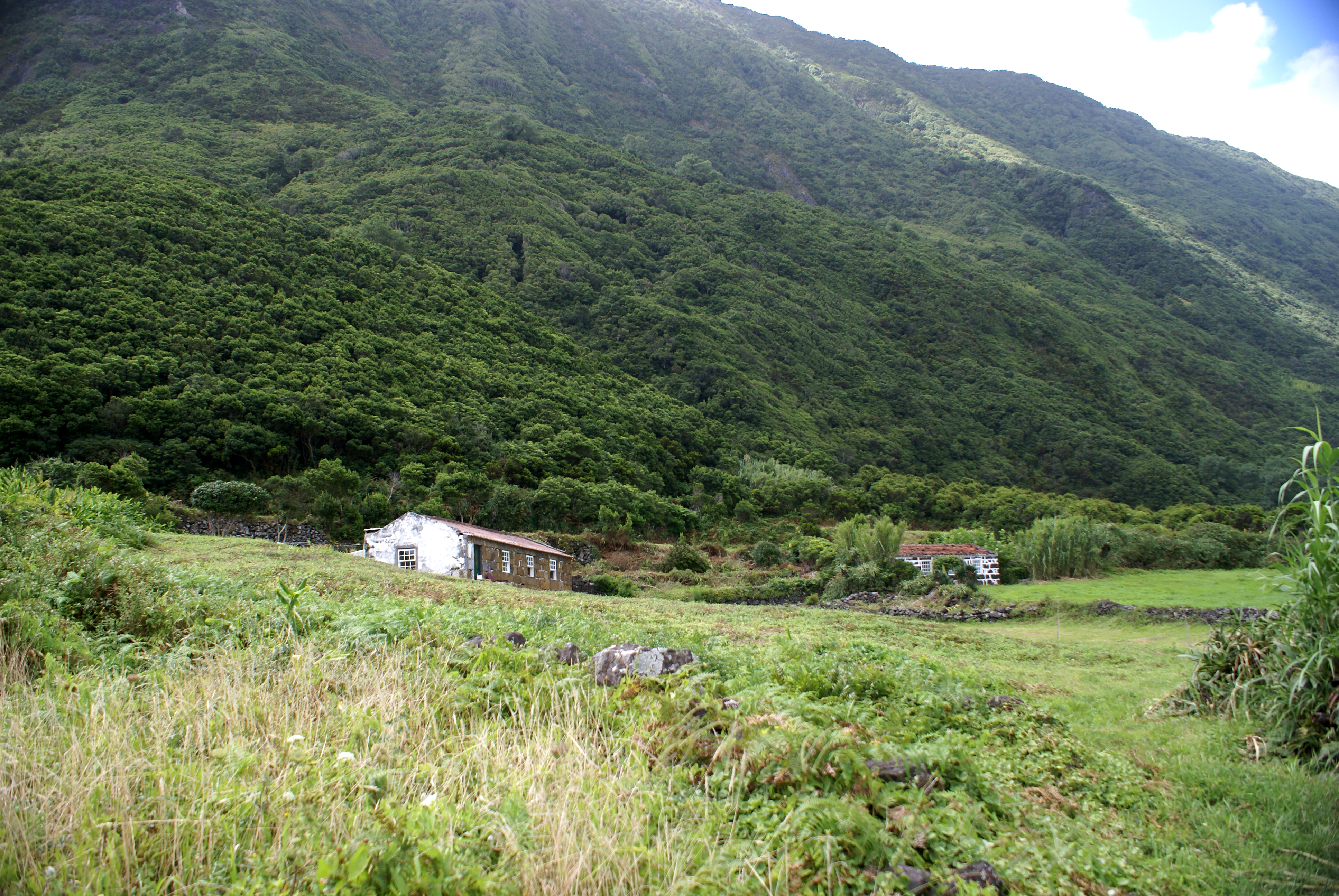
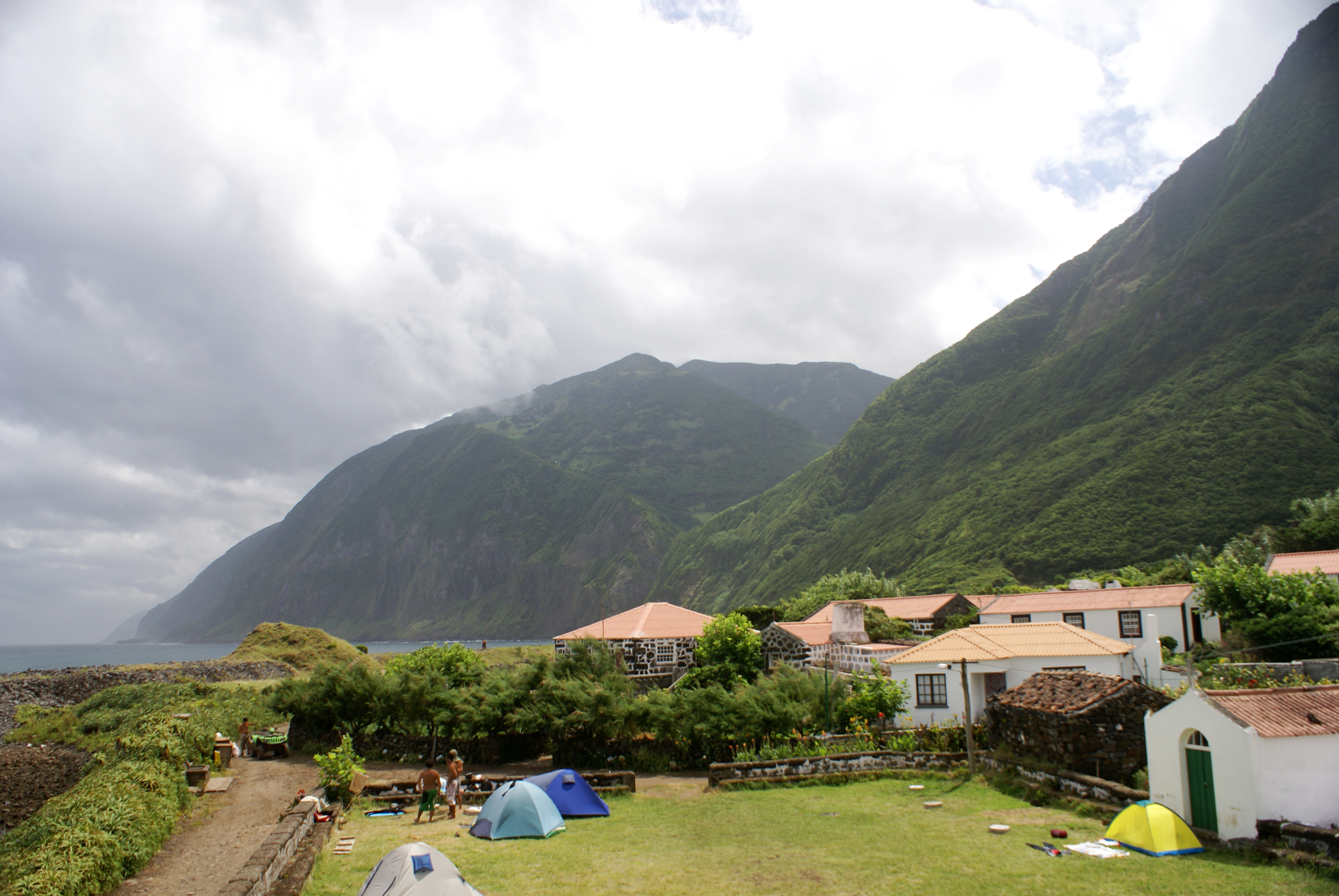
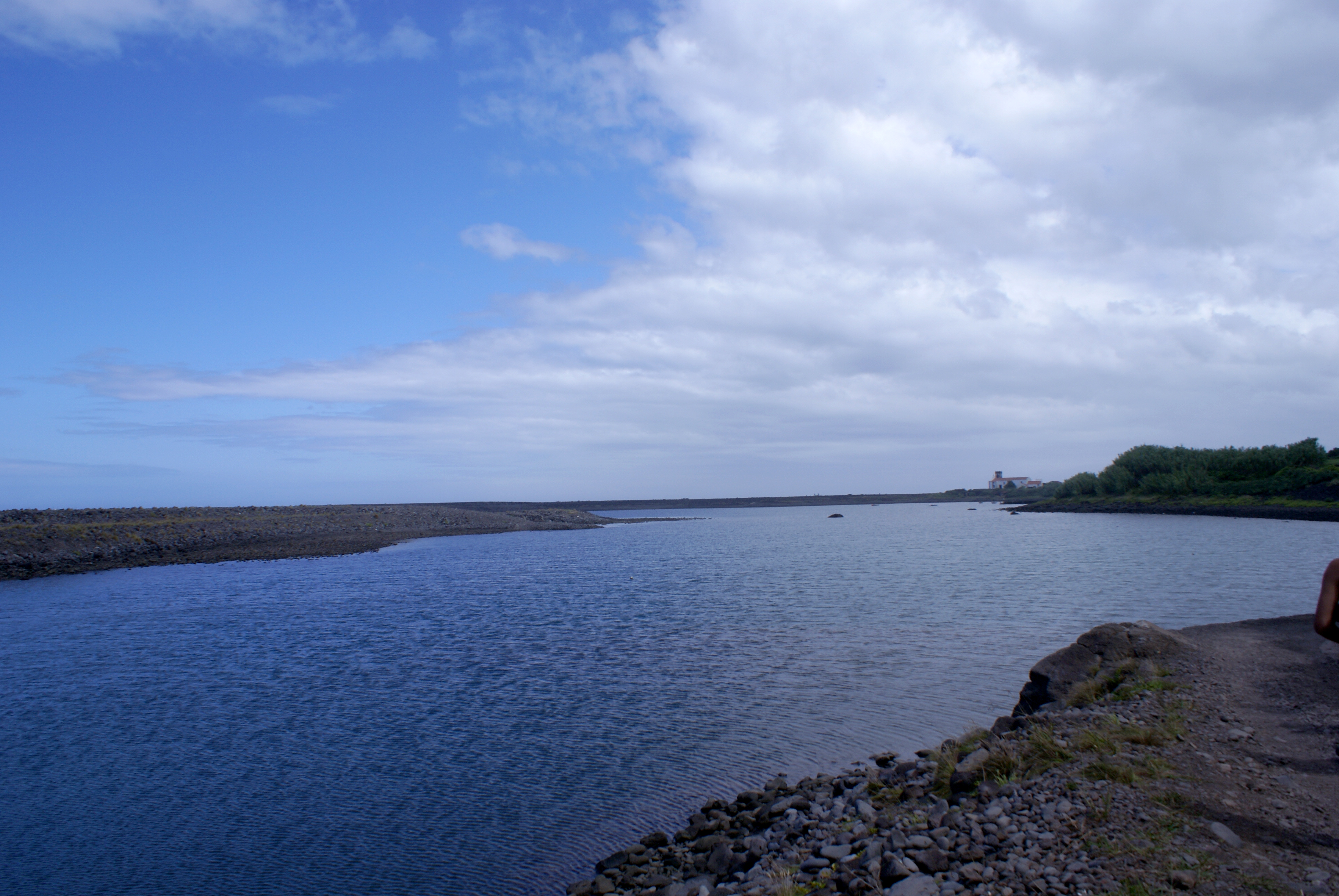
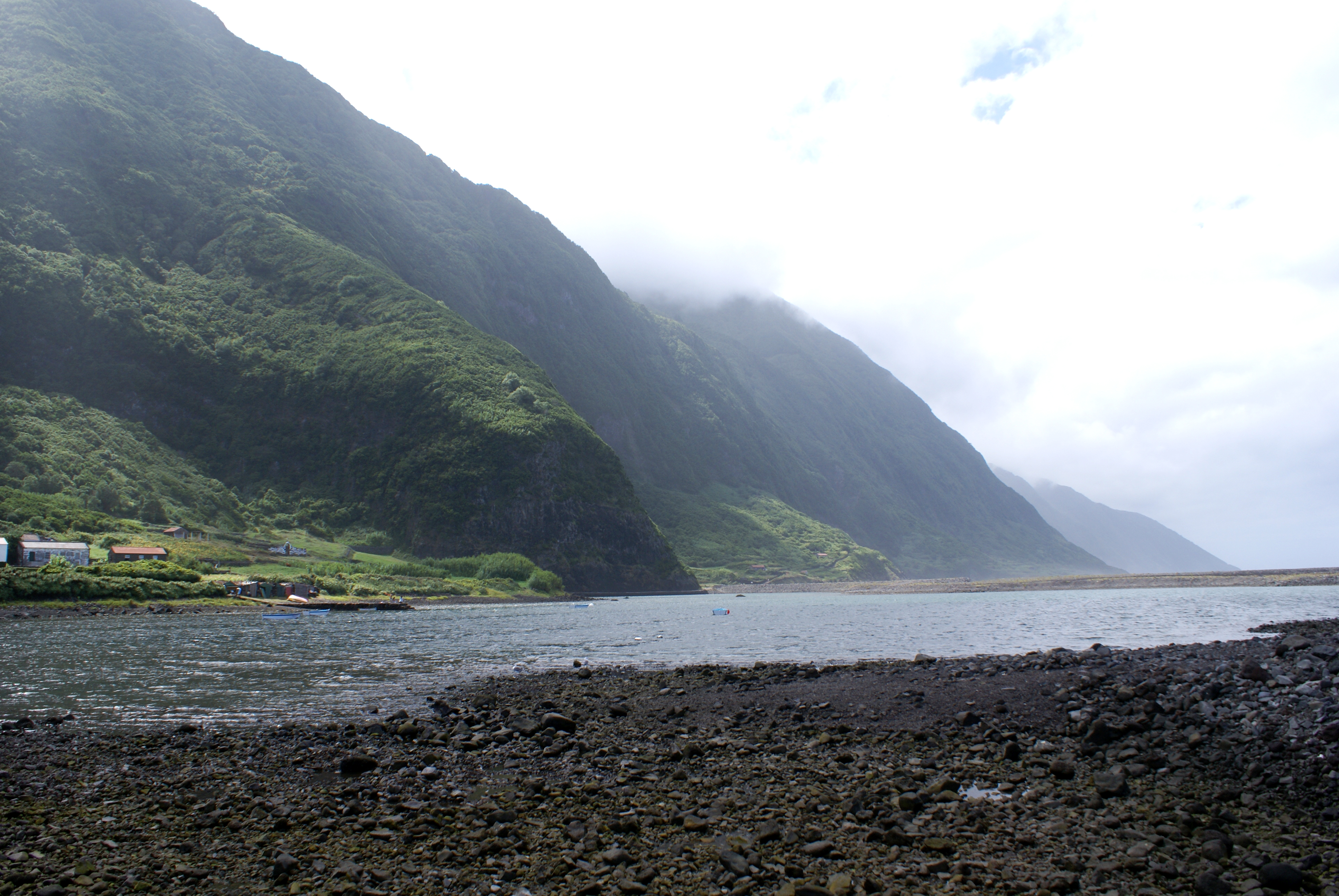
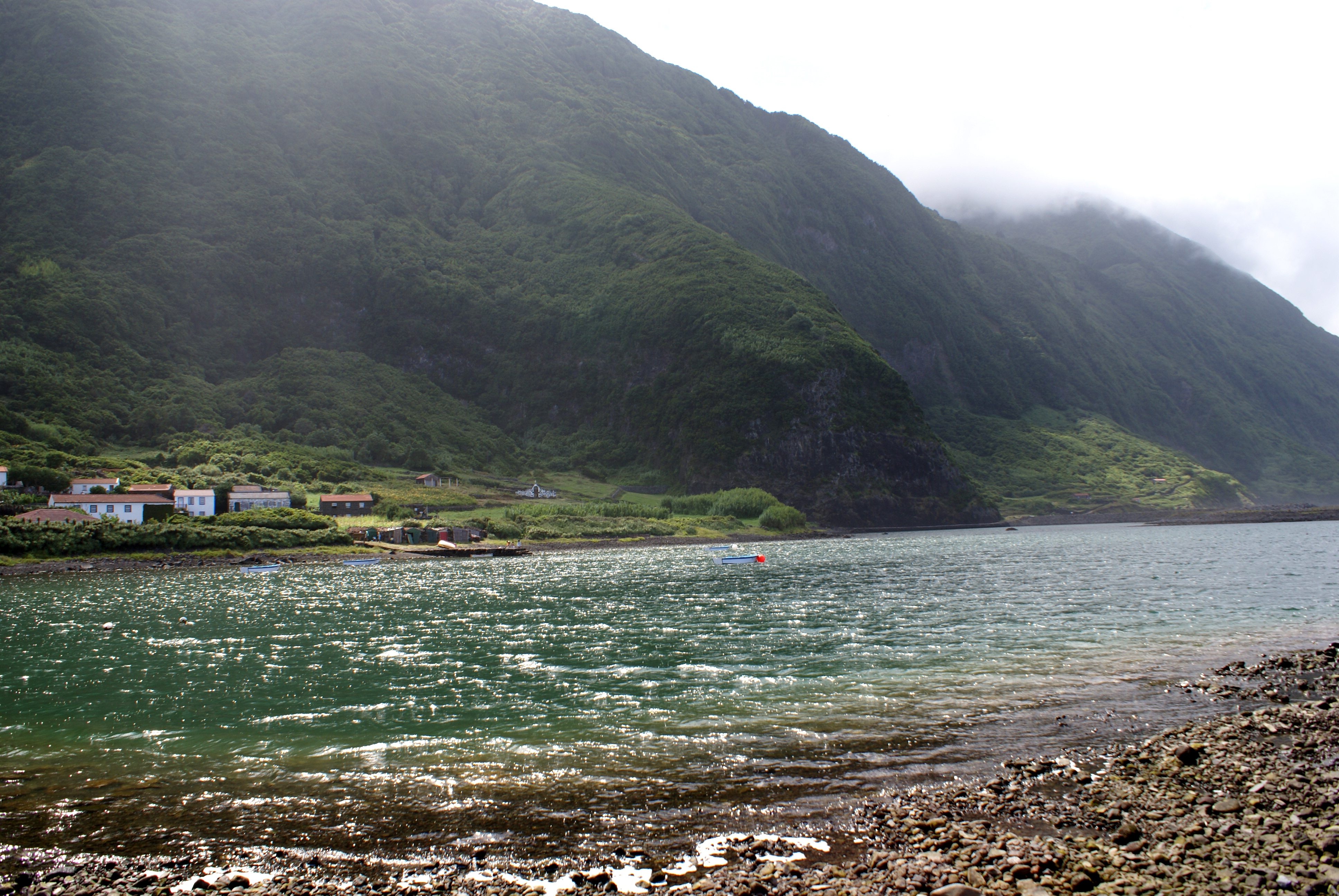
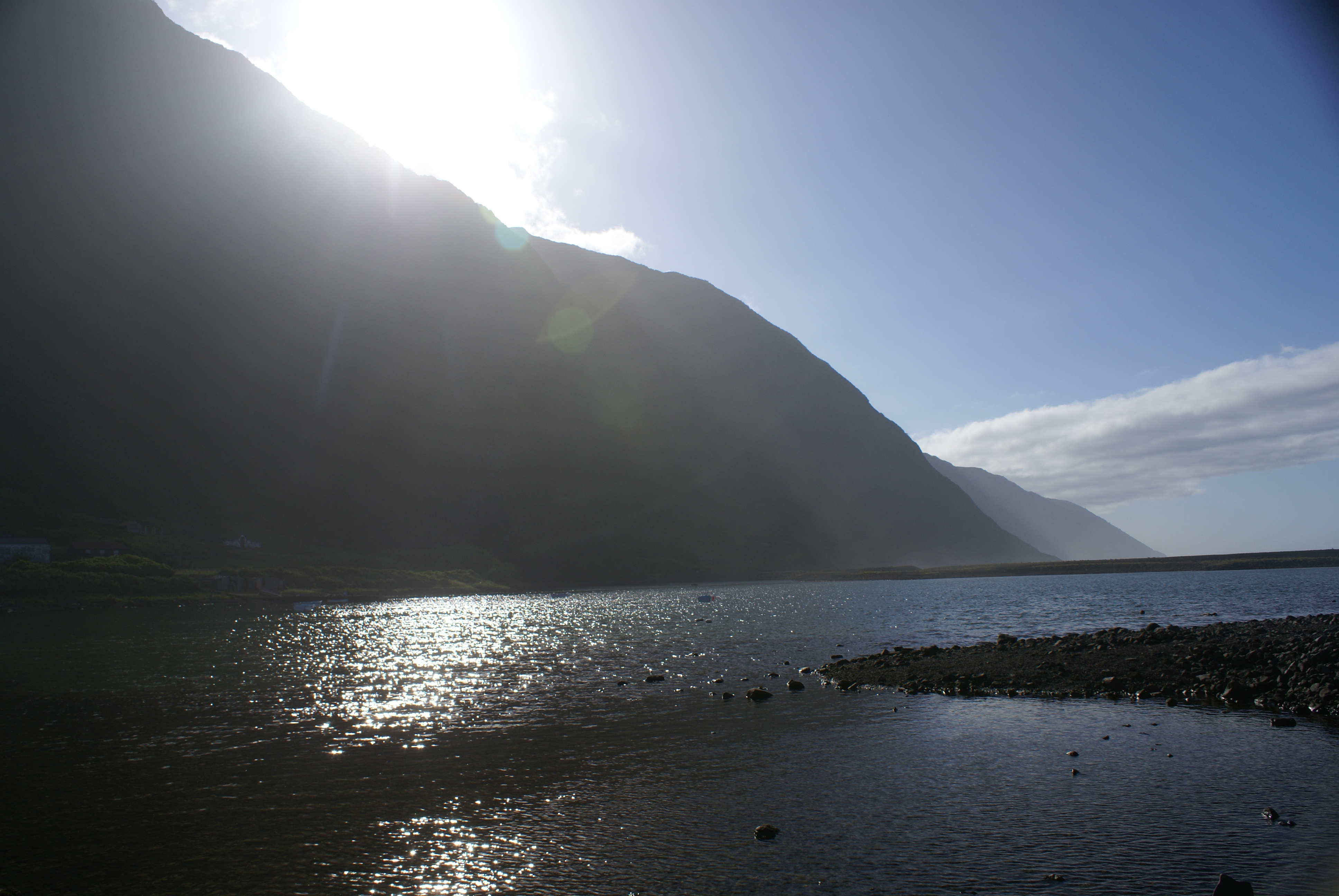
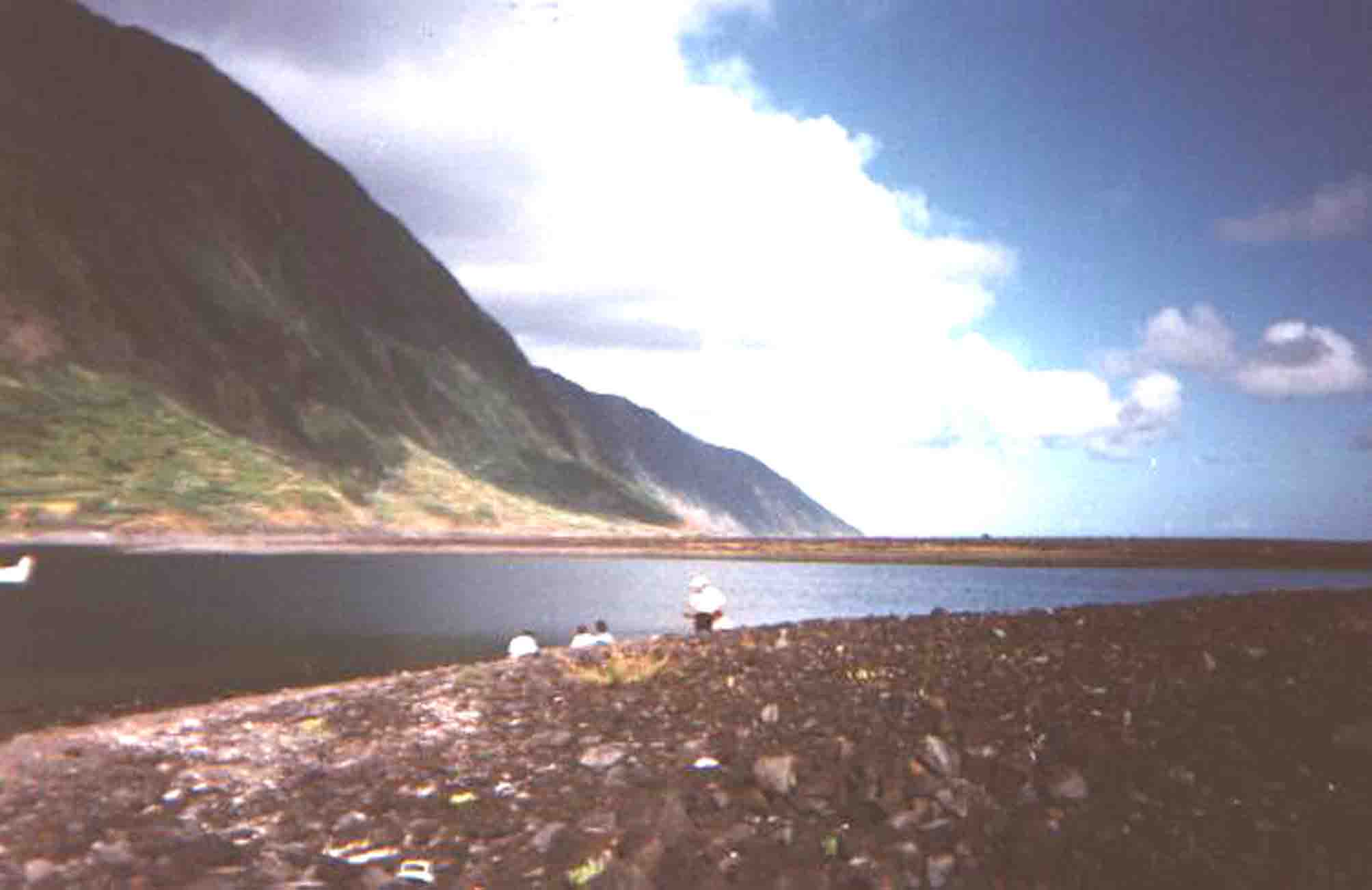
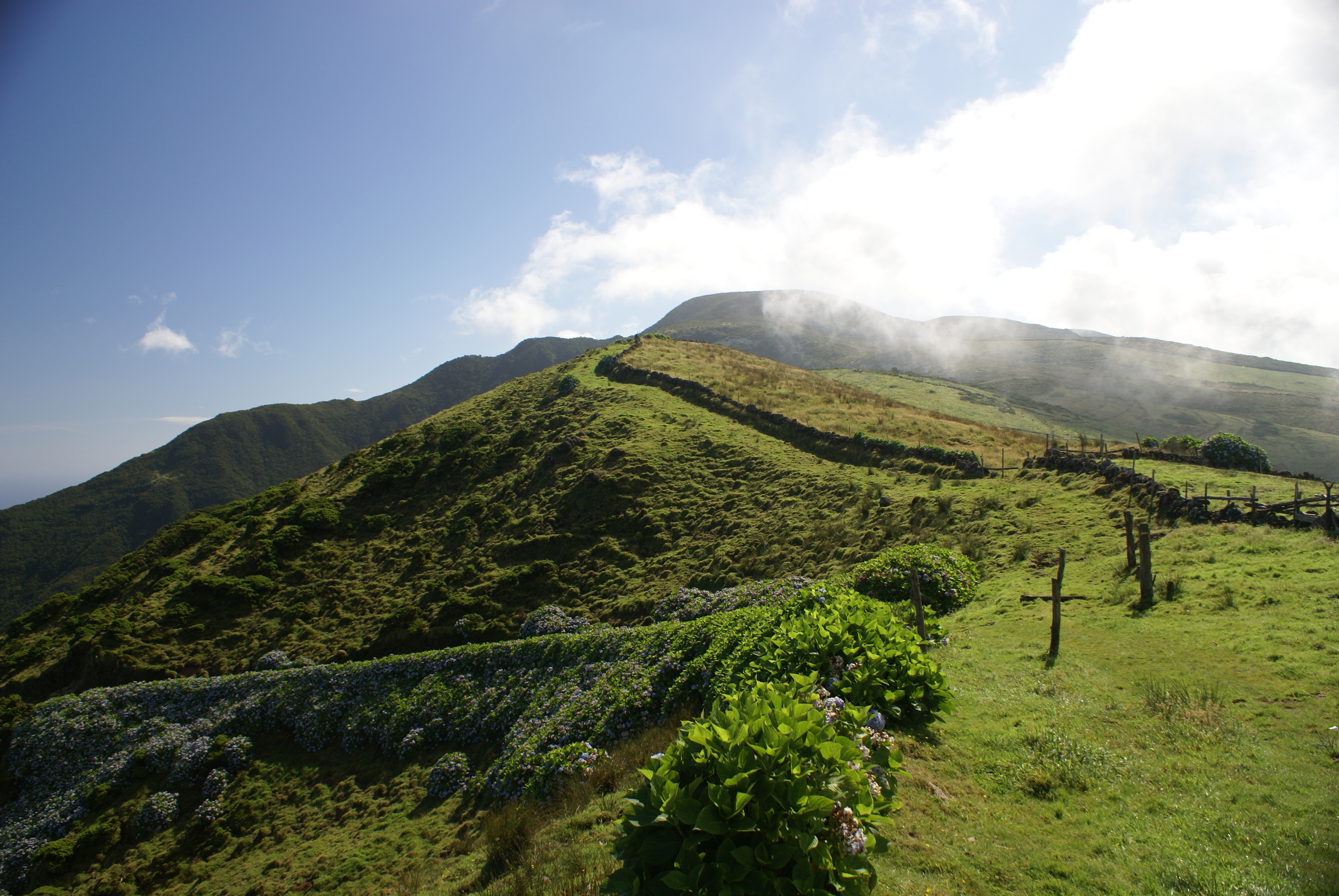